# Isle-Saint-Georges
Pour les articles homonymes, voir Saint-Georges.
Isle-Saint-Georges (occasionnellement dénommée L'Isle-Saint-Georges,) est une commune du Sud-Ouest de la France, située dans le département de la Gironde, en région Nouvelle-Aquitaine.

## Géographie

### Localisation
Commune située au confluent de la Garonne et du Saucats dans le vignoble des Graves.

### Communes limitrophes
Les communes limitrophes en sont, sur la rive gauche (sud) de la Garonne, Beautiran au sud-est, Ayguemorte-les-Graves au sud, Saint-Médard-d'Eyrans au sud-ouest et Cadaujac à l'extrême ouest sur environ 250 mètres en bordure du fleuve ; sur la rive droite (nord), les communes limitrophes en sont Quinsac au nord-ouest, Cambes au nord et Baurech au nord-est.
| Quinsac               | Cambes La Garonne     | Baurech   |
| Cadaujac              | Isle-Saint-Georges    |           |
| Saint-Médard-d'Eyrans | Ayguemorte-les-Graves | Beautiran |

### Climat
Pour des articles plus généraux, voir Climat de la Nouvelle-Aquitaine et Climat de la Gironde.
Historiquement, la commune est exposée à un climat océanique aquitain.  
En 2020, Météo-France publie une typologie des climats de la France métropolitaine dans laquelle la commune est exposée à un climat océanique et est dans la région climatique  Aquitaine, Gascogne, caractérisée par une pluviométrie abondante au printemps, modérée en automne, un faible ensoleillement au printemps, un été chaud (19,5 °C), des vents faibles, des brouillards fréquents en automne et en hiver et des orages fréquents en été (15 à 20 jours).
Pour la période 1971-2000, la température annuelle moyenne est de 12,7 °C, avec une amplitude thermique annuelle de 14,5 °C. Le cumul annuel moyen de précipitations est de 873 mm, avec 12 jours de précipitations en janvier et 6,7 jours en juillet. Pour la période 1991-2020, la température moyenne annuelle observée sur la station météorologique la plus proche, située sur la commune de Cadaujac à 6 km à vol d'oiseau, est de 13,8 °C et le cumul annuel moyen de précipitations est de 918,3 mm,. Pour l'avenir, les paramètres climatiques de la commune estimés pour 2050 selon différents scénarios d’émission de gaz à effet de serre sont consultables sur un site dédié publié par Météo-France en novembre 2022.

## Urbanisme

### Typologie
Au 1er janvier 2024, Isle-Saint-Georges est catégorisée petite ville, selon la nouvelle grille communale de densité à sept niveaux définie par l'Insee en 2022.
Elle appartient à l'unité urbaine de Portets, une agglomération intra-départementale regroupant cinq  communes, dont elle est une commune de la banlieue,,. Par ailleurs la commune fait partie de l'aire d'attraction de Bordeaux, dont elle est une commune de la couronne,. Cette aire, qui regroupe 275 communes, est catégorisée dans les aires de 700 000 habitants ou plus (hors Paris),.

### Occupation des sols

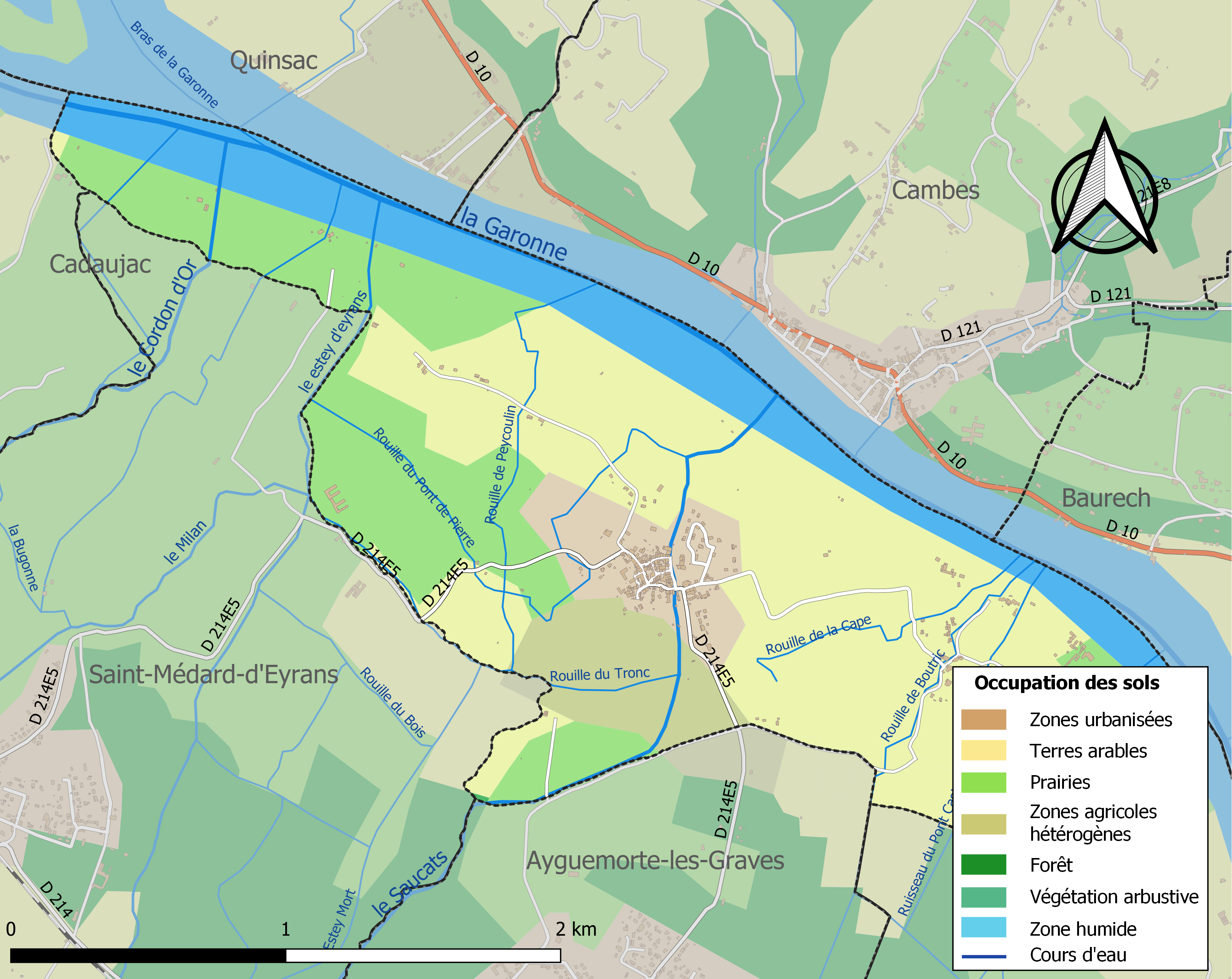
Carte des infrastructures et de l'occupation des sols de la commune en 2018 (CLC).

L'occupation des sols de la commune, telle qu'elle ressort de la base de données européenne d’occupation biophysique des sols Corine Land Cover (CLC), est marquée par l'importance des territoires agricoles (76,8 % en 2018), en diminution par rapport à 1990 (83,7 %). La répartition détaillée en 2018 est la suivante : 
cultures permanentes (38,6 %), prairies (24,9 %), eaux continentales (16,2 %), zones urbanisées (6,9 %), terres arables (6,8 %), zones agricoles hétérogènes (6,5 %). L'évolution de l’occupation des sols de la commune et de ses infrastructures peut être observée sur les différentes représentations cartographiques du territoire : la carte de Cassini (XVIIIe siècle), la carte d'état-major (1820-1866) et les cartes ou photos aériennes de l'IGN pour la période actuelle (1950 à aujourd'hui).

## Toponymie
Le nom de la commune provient du substantif latin insula qui signifie « île », et de saint Georges qui symbolise la victoire de la foi chrétienne sur le démon.
En gascon, le nom de la commune est L'Isla Sent Jòrgi.

## Histoire

### La Préhistoire et l'Antiquité
L'Isle-Saint-Georges connaît une première phase d'occupation à partir du VIIIe siècle av. J.-C. et devient une agglomération entre la fin du second âge de fer et le début de l'Empire romain. Situé sur un gué, c'est un carrefour sur une route antique vers Burdigala. De nombreux vestiges gallo-romains y sont attestés.

### Le Moyen Âge
Au XIe siècle, un prieuré de l'abbaye Sainte-Croix de Bordeaux est fondé ainsi que la paroisse attenante avec son église. Les marais sont assainis et transformés en terres cultivables ; un canal est creusé.
Aux XIIe et XIIIe siècles, le château fort de Pey de Bordeaux et le moulin à blé sont bâtis. Contrôlant la rivière, ce château devint le siège d'une juridiction qui s'étendait sur Ayguemorte, Beautiran, Saint-Médard-en-Arruan, Martillac et Saucats. La paroisse que l'on nommait La Yla en Arruan devint Sancty Georgii de Insula.

### La période moderne
En 1650, certains nobles étaient en rébellion contre le pouvoir de la régence, on a appelé cette période, La Fronde. Le duc d'Épernon, gouverneur de Guyenne, arme le château pour bloquer la Garonne, voie essentielle pour le ravitaillement de Bordeaux. Les Bordelais reprennent le château fort. Repris par les forces royales, il sera détruit.
Pour plus d'information sur la situation de la commune au XVIIIe siècle, voir l'ouvrage de Jacques Baurein.
À la Révolution, la paroisse de L'Isle-Saint-Georges forme la commune d'Isle-Saint-Georges.

### L'époque contemporaine
Le port reste actif jusqu'au milieu du XXe siècle, supplanté alors par la route et le chemin de fer.
La vigne est la culture massive du village, malgré ses diverses crises qui entraînent un exode rural important. Le Château Montesquiou, établissement domicilié sur la commune, produit un vin rouge des Graves.
La pêche dans le fleuve est une activité encore pratiquée. Mais la plupart des habitants travaille dans l'agglomération bordelaise.

## Politique et administration
| Période                                  | Période                | Identité               | Étiquette | Qualité         |
| ---------------------------------------- | ---------------------- | ---------------------- | --------- | --------------- |
| mars 1977                                | mars 1983              | Olivier Coussillan     |           |                 |
| mars 1983                                | juin 1995              | Josette Mano           |           |                 |
| 17 juin 1995                             | 3 juillet 2020         | Jean-André Lemire      | PS        | Cadre supérieur |
| 3 juillet 2020                           | décembre 2022 (décédé) | Christian Patrouilleau |           |                 |
| mars 2023                                | En cours               | Stéphanie Daubanes     |           |                 |
| Les données manquantes sont à compléter. |                        |                        |           |                 |

## Démographie
Les habitants sont appelés les Lilais.
L'évolution du nombre d'habitants est connue à travers les recensements de la population effectués dans la commune depuis 1793. Pour les communes de moins de 10 000 habitants, une enquête de recensement portant sur toute la population est réalisée tous les cinq ans, les populations de référence des années intermédiaires étant quant à elles estimées par interpolation ou extrapolation. Pour la commune, le premier recensement exhaustif entrant dans le cadre du nouveau dispositif a été réalisé en 2004.

En 2022, la commune comptait 516 habitants, en évolution de −2,46 % par rapport à 2016 (Gironde : +6,91 %, France hors Mayotte : +2,11 %).
| 1793 | 1800 | 1806 | 1821 | 1831 | 1836 | 1841 | 1846 | 1851 |
| ---- | ---- | ---- | ---- | ---- | ---- | ---- | ---- | ---- |
| 369  | 334  | 335  | 299  | 363  | 417  | 425  | 421  | 444  |

| 1856 | 1861 | 1866 | 1872 | 1876 | 1881 | 1886 | 1891 | 1896 |
| ---- | ---- | ---- | ---- | ---- | ---- | ---- | ---- | ---- |
| 492  | 506  | 514  | 513  | 507  | 488  | 462  | 491  | 481  |

| 1901 | 1906 | 1911 | 1921 | 1926 | 1931 | 1936 | 1946 | 1954 |
| ---- | ---- | ---- | ---- | ---- | ---- | ---- | ---- | ---- |
| 489  | 455  | 410  | 346  | 371  | 352  | 320  | 305  | 356  |

| 1962 | 1968 | 1975 | 1982 | 1990 | 1999 | 2004 | 2006 | 2009 |
| ---- | ---- | ---- | ---- | ---- | ---- | ---- | ---- | ---- |
| 368  | 442  | 501  | 510  | 541  | 522  | 551  | 559  | 530  |

| 2014 | 2019 | 2022 | - | - | - | - | - | - |
| ---- | ---- | ---- | - | - | - | - | - | - |
| 537  | 523  | 516  | - | - | - | - | - | - |

## Culture locale et patrimoine

### Lieux et monuments
- Église Saint-Georges, construite en 1852 à la place d’un petit édifice du XIe siècle[29].

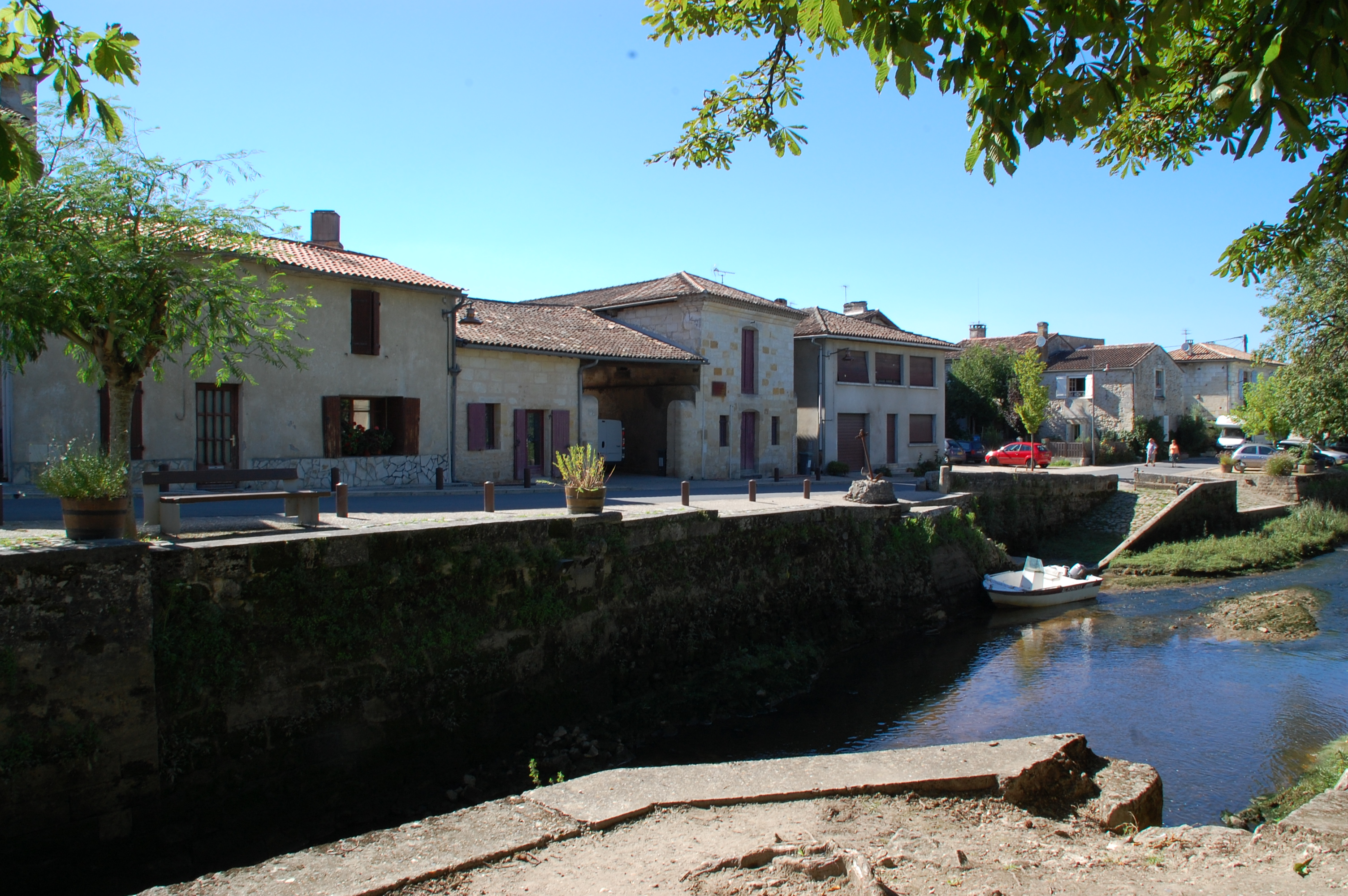
Le port.
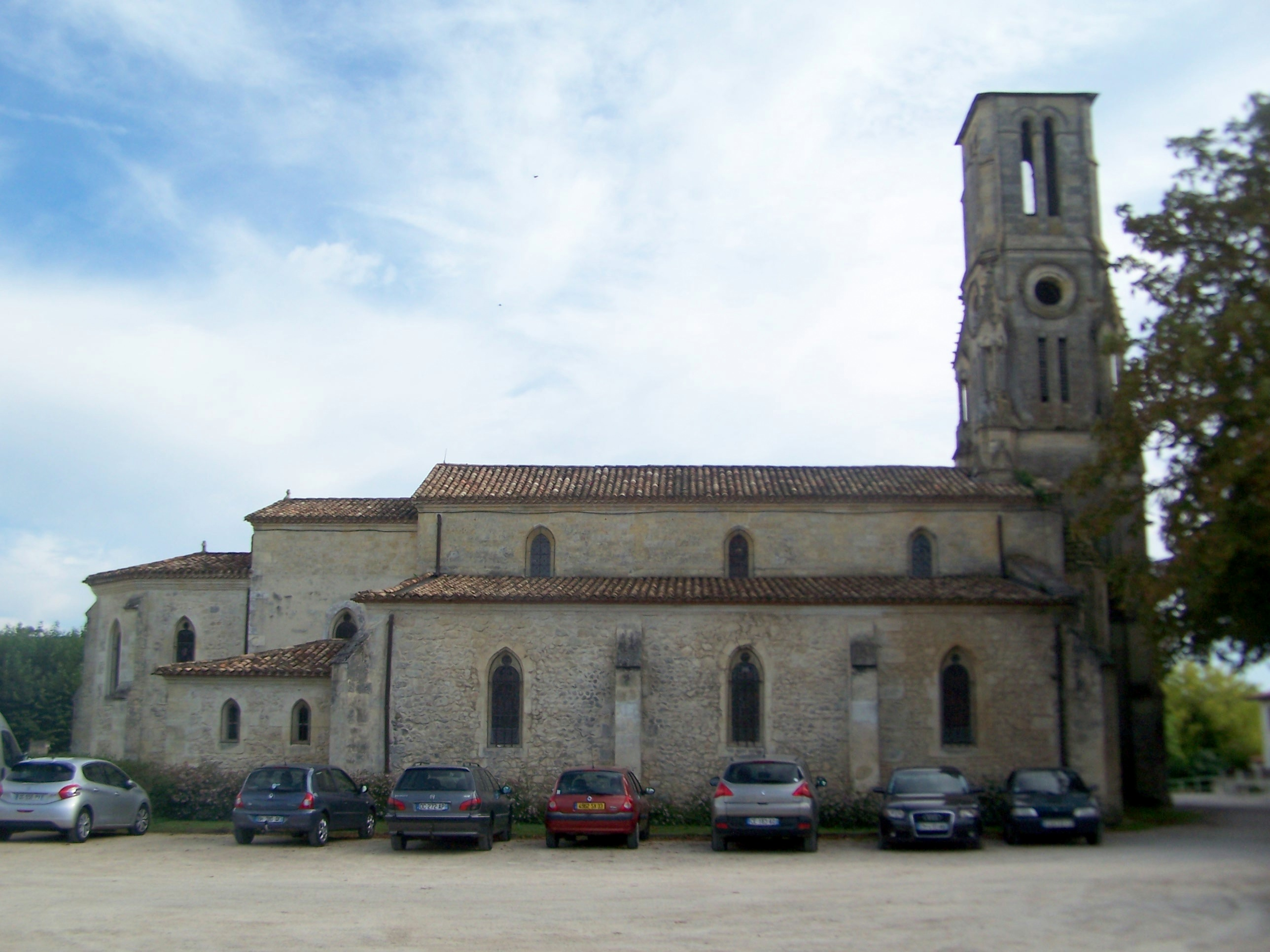
L'église Saint-Georges (août 2015).
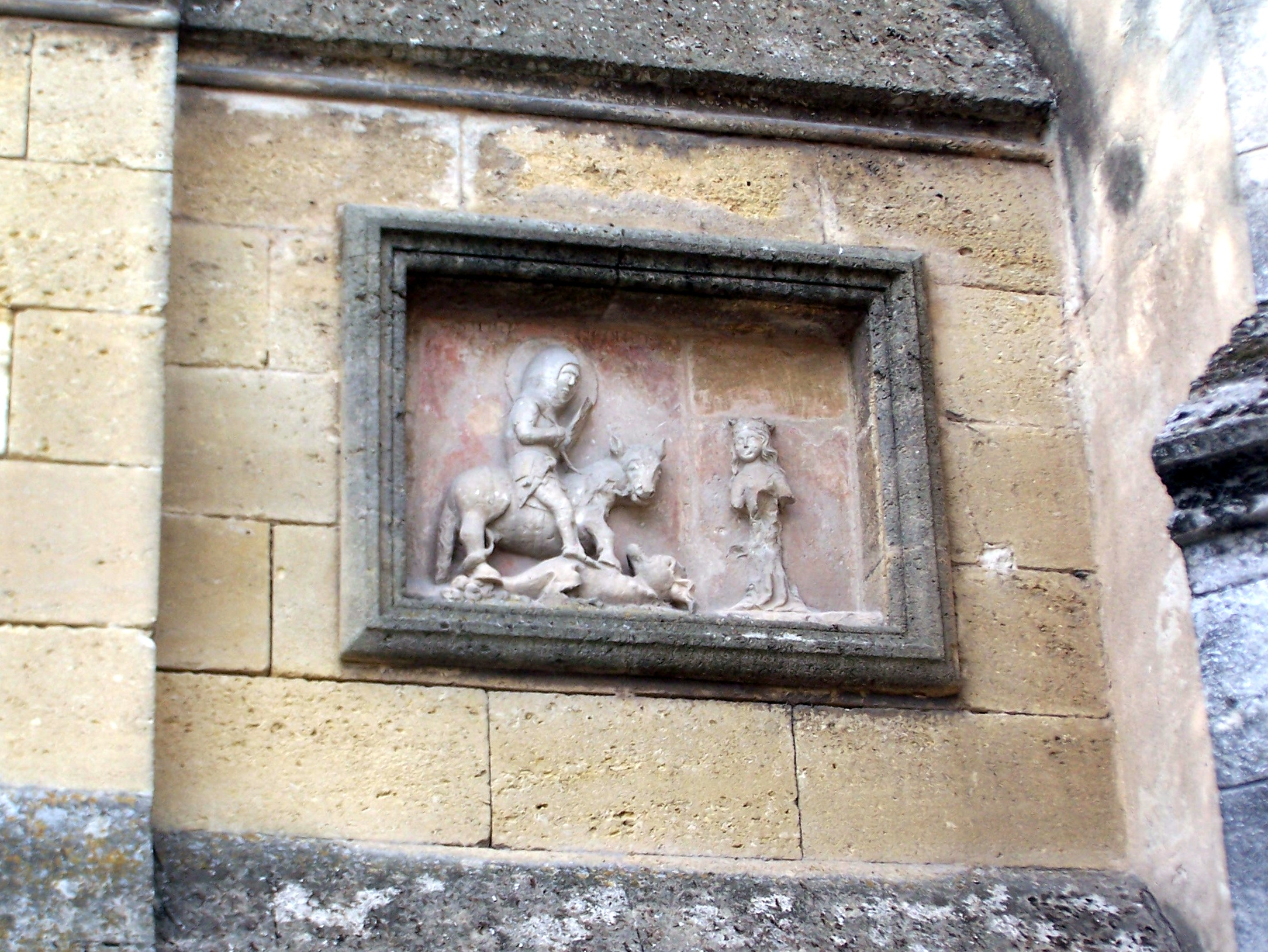
Cartouche de saint Georges sur l'église (août 2015).
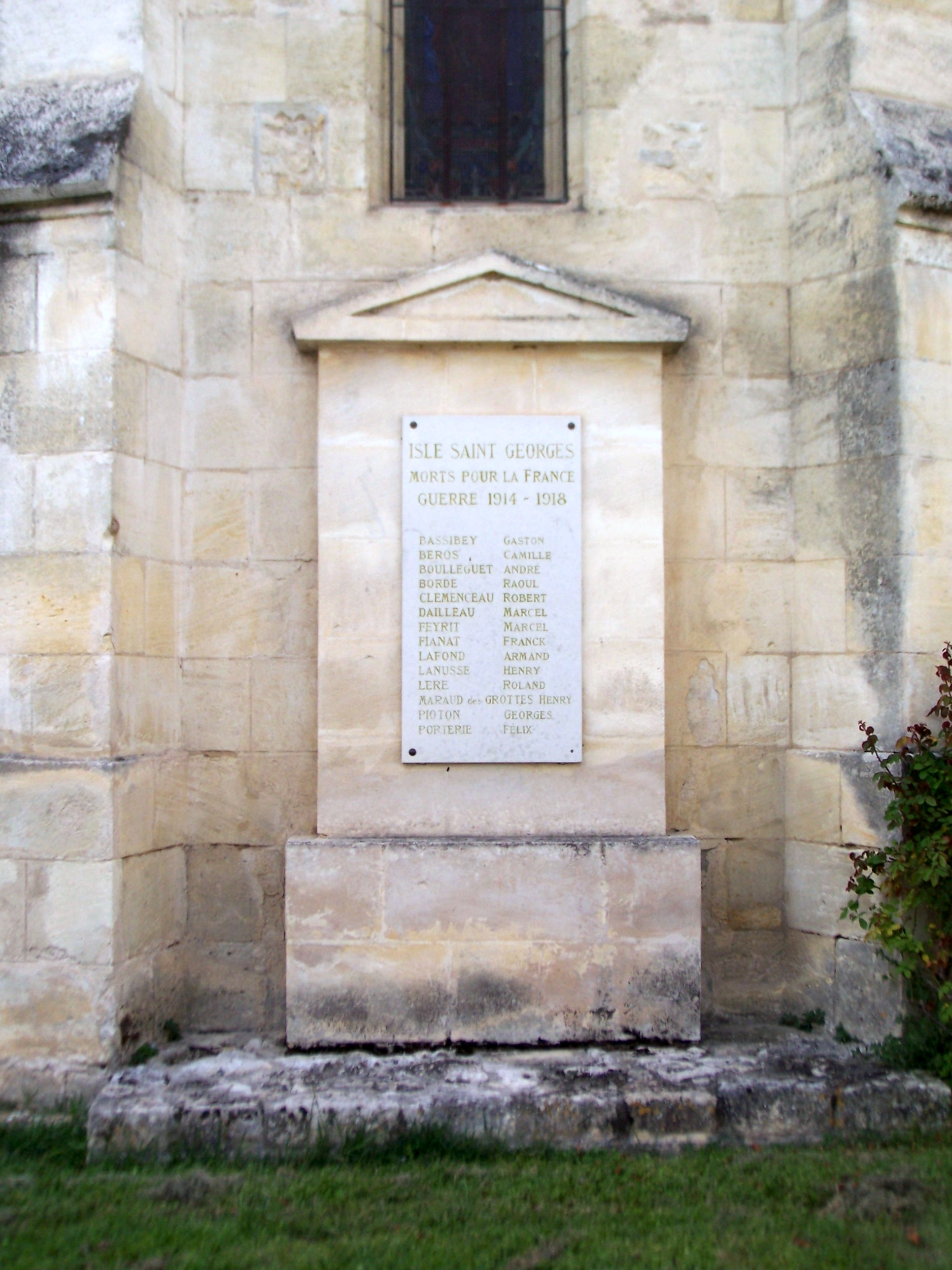
Stèle aux morts sur le chevet de l'église (août 2015).

### Personnalités liées à la commune
- Élie Papin (1771-1825), né à Isle-Saint-Georges, militaire et homme politique français.

### Héraldique
| Armes | Les armes d'Isle-Saint-Georges se blasonnent ainsi : De gueules au château d'argent ouvert et maçonné de sable sur une île du même émergeant d'une mer d'or chargée d'un esturgeon du champ courbé vers la pointe, ledit château surmonté d'une grappe de raisin de pourpre tigée et vrillée aussi de sable. création : O. Coussillan, 1979 |